# Dariush Talai

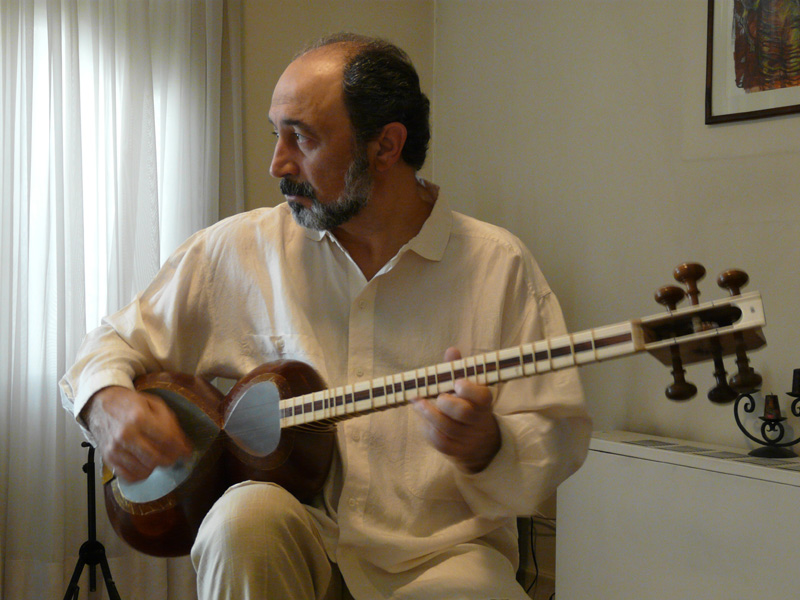
Dariush Talai

Dariush Talai (Dariush Talâ'i; * 1953) ist ein iranischer Tar- und Setarspieler, Komponist, Musikwissenschaftler und -pädagoge.
Talai studierte mehr als zehn Jahre das Tarspiel bei Ali Akbar Shahnazi. Nur Ali Borumand führte ihn in die Tradition des Radif ein und Youssef Forutan und Abdollah Davami unterrichteten ihn im Setarspiel und Gesang. Er beherrscht die traditionelle Weise des Tarspiels ebenso wie moderne Interpretationen und arbeitete mit Musikern wie dem französischen Jazzklarinettisten Michel Portal und dem indischen Sitarspieler Kushal Das zusammen und wirkte an multimedialen Projekten mit den Choreographen Maurice Bejart und Carolyn Carlson mit. Mehrere seiner Alben wurden vom Mahoor Institute of Culture and Art veröffentlicht.
Er veröffentlichte zahlreiche Texte zur Ästhetik der klassischen persischen Musik, entwickelte ein eigenes System zur Notierung der Musik der Radiftradition und wirkte als Hochschullehrer an der Universität Teheran, an der Sorbonne und der University of Washington in Seattle. Für seine Verdienste als Musiker, Wissenschaftler und Lehrer wurde er 2019 mit einem Aga Khan Music Award ausgezeichnet.